# Burg Bräunlingen
Die Burg Bräunlingen ist der Überrest einer Ortsburg in der Stadt Bräunlingen im Schwarzwald-Baar-Kreis in Baden-Württemberg.

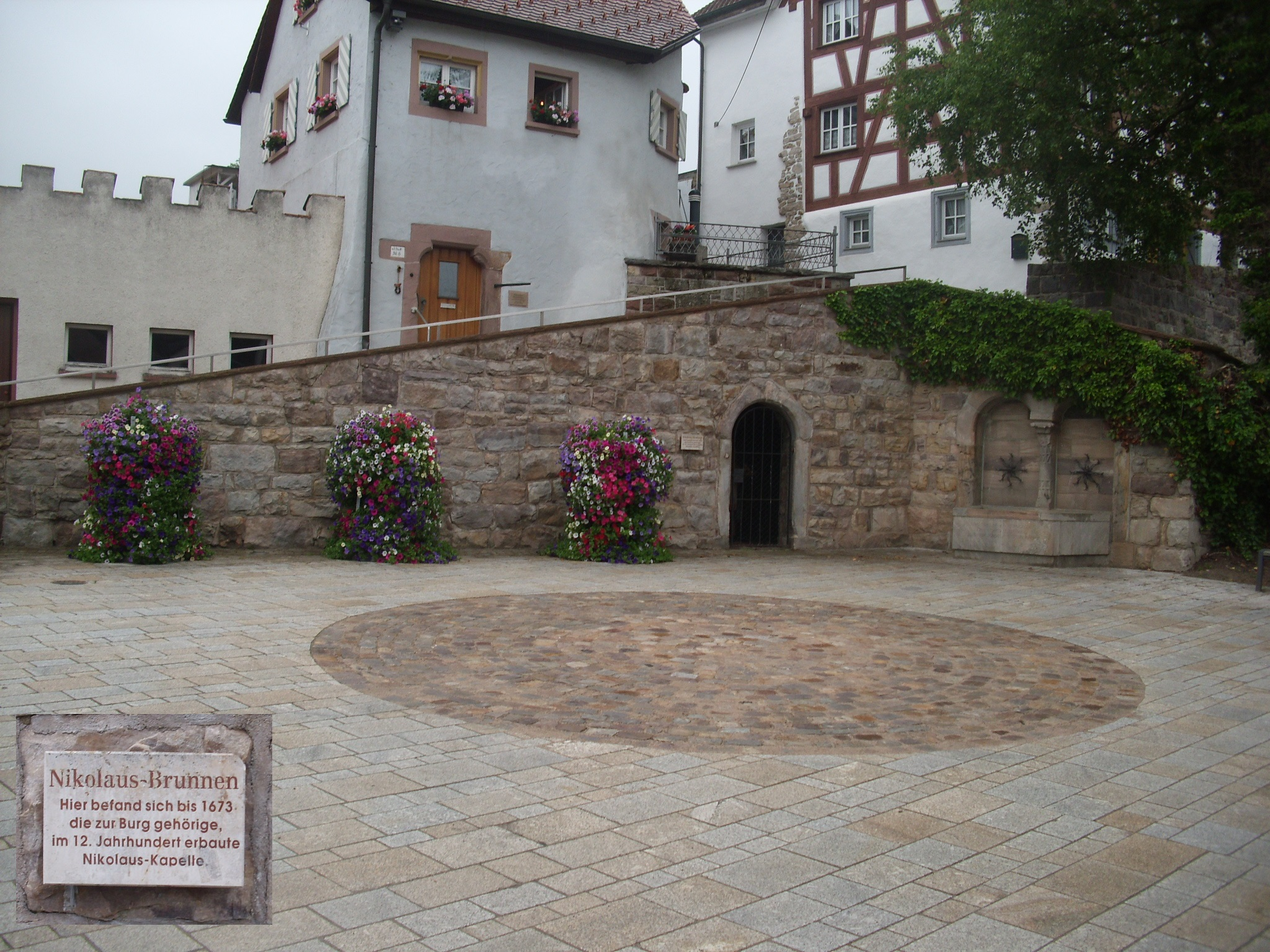
Ehemaliger Standort der zur Burg gehörenden Nikolauskapelle aus dem 12. Jahrhundert

Die Errichtung der Burg wird dem im 12. Jahrhundert nachgewiesenen Ortsadel zugeschrieben. Sie wurde 1305 zerstört und 1358 letztmals erwähnt. In jenem Jahr verpflichtete sich Graf Hug von Fürstenberg, dem Bischof von Straßburg Johann von Lichtenberg mit Stadt und Burg für zehn Jahre zu dienen.
Von der ehemaligen ovalen Burganlage mit oberer und unterer Burgterrasse sind untertägig noch Mauerreste erhalten.